# Joseph Cyril Bamford
Joseph Cyril Bamford (Uttoxeter, 21 juni 1916 – 1 maart 2001) was een Brits werktuigbouwkundige en oprichter van het gelijknamige Joseph Cyril Bamford (JCB), een fabrikant van landbouwwerktuigen.

## Levensloop
Bamford werd geboren in de plaats Uttoxeter in het graafschap Staffordshire in een rooms-katholiek gezin. Zijn grootvader was een handelaar in ijzerwaren, die rond 1881 zo'n 50 man in dienst had. Zijn grootvader had het bedrijf Bamfords Ltd opgericht, wat zijn vader uitbouwde tot een nationaal en internationaal fabrikant van een landbouwgereedschappen. Bamford kreeg enige opleiding aan de jezuïetenschool Stonyhurst College in Clitheroe in Lancashire.

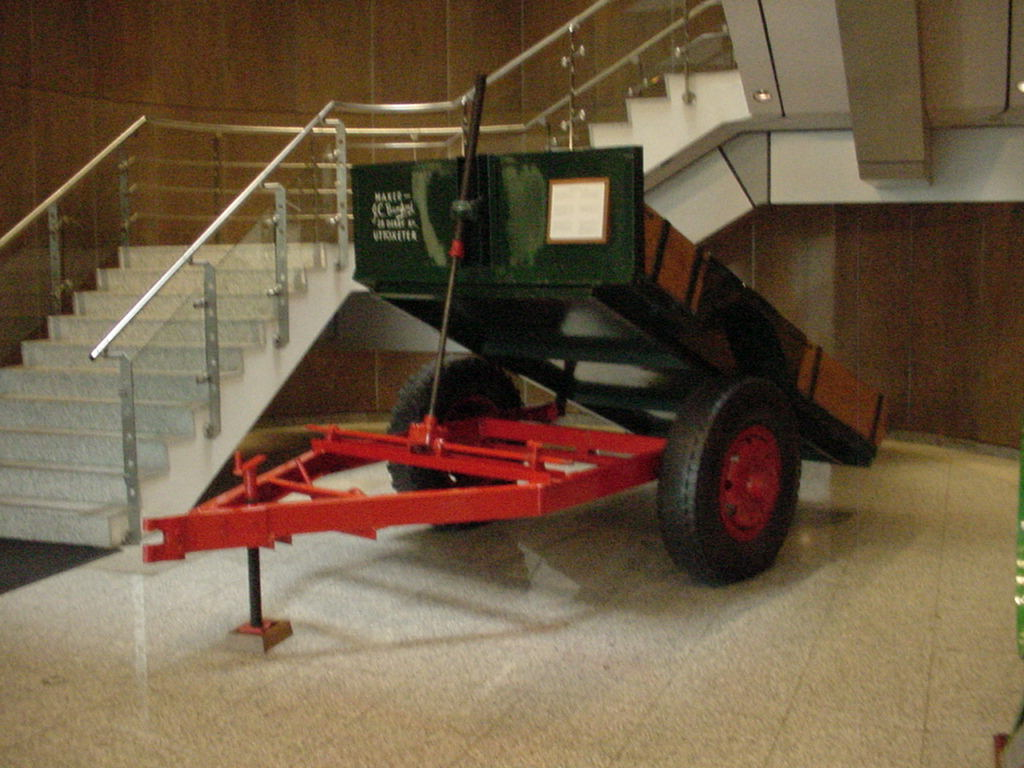
Eerst eigen product van JCB

Na school werkte Bamford een paar jaar bij het bedrijf Alfred Herbert in Coventry, in die tijd een van de grootste machinefabrieken van Engeland. Hij was korte tijd vertegenwoordiger voor dit bedrijf in Ghana. In 1938 keerde hij terug naar Engeland, waar hij in de zaak van zijn vader ging werken. In 1941 werd hij opgeroepen voor dienst bij de Royal Air Force, en werd in een logistieke functie weer in Ghana in Afrika gestationeerd.
Terug in Engeland werkte hij nog korte tijd bij English Electric, waar hij meewerkte aan de ontwikkeling van elektrische lasapparatuur. Hierna kon hij zijn draai niet vinden in het familiebedrijf, waar zijn oom Henry voor hem geen briljante toekomst voorzag. Nadat hij nog een blauwe maandag Brylcreem had verkocht, begon Bamford in 1945 voor zichzelf. Hij begon met de productie van landbouwtrailers. In 1948 kwam hij met Europa's eerste hydraulisch aangedreven kiepwagen, en in 1953 kwam hij met zijn grote doorbraak, een graaflaadmachine. Sindsdien is het bedrijf een steeds breder assortiment aan landbouwwerktuigen gaan produceren. JCB is vooral bekend om hun graaflaadmachines ('Backhoe Loaders').
Bij zijn overlijden in 2001 was JCB de grootste particuliere machinefabriek in Groot-Brittannië, met 4500 mensen in dienst en een productie van 30.000 machines per jaar in 12 fabrieken op drie continenten. De omzet in 1999 was 850 miljoen pond, afkomstig van vestigingen uit 140 landen.